# اوکونوکو (ویرجینیای غربی)
اوکونوکو (به انگلیسی: Okonoko) یک منطقهٔ مسکونی در ایالات متحده آمریکا است که در شهرستان همپشر، ویرجینیای غربی واقع شده‌است. اوکونوکو از شمال بالای سطح رودخانه پوتوماک در برایت هالو واقع شده‌است. عنوان این محل در نوع خود در ایالات متحده منحصر به فرد است.